# اينار هاله
اينار هاله (بالنرويجية البوكمول: Einar Halle)‏ (29 ديسمبر 1943 بمولده في النرويج - ) هو حكم كرة قدم ولاعب كرة قدم نرويجي في مركز حراسة المرمى. لعب مع نادي مولده.

## وصلات خارجية
- اينار هاله على موقع عالم كرة القدم.نت (الإنجليزية)